# Criptotia
La criptotia è una rara malformazione congenita dell'orecchio esterno, consistente nell'invaginazione del polo superiore dell'elice sotto un lembo di cute della regione temporale del cranio e nel deficit di dimensione cranio-caudale del padiglione. Inoltre la fossa scafoidea dell'orecchio si presenta ipoplasica e l'antielice ha un profilo non smusso. Può essere presente una terza radice dell'elice. Poiché l'elice è affossata, manca la parte cefalica del solco retroauricolare e dunque l'orecchio esterno si trova strettamente accostato alla cute del cranio, senza però aderirvi.

## Epidemiologia
Rara in Europa e negli Stati Uniti è frequente in Asia (fino a 1:400 in Giappone).
Benché sia un reperto di norma isolato, la criptotia può talora essere associata alle sindromi di Edwards o di Fraser o di Carmi. Un singolo caso di trasmissione eredo-familiare è stato descritto in letteratura.

## Classificazione
La classificazione proposta da Hirose et al. distingue:
- criptotia tipo I: curvatura anomala della radice superiore dell'elice (ipoteticamente causata dall'eccessiva larghezza del muscolo trasverso dell'orecchio)
- criptotia tipo II: curvatura anomala della radice inferiore dell'elice (ipoteticamente causata dall'eccessiva larghezza del muscolo obliquo dell'orecchio).

## Trattamento
L'approccio non chirurgico (auricular molding) si basa sull'applicazione di tutori (metallici o di cera) o di distrattori esterni. La risposta a questi tentativi terapeutici non è però prevedibile e nei casi più impegnativi il tasso di fallimento è elevato.
Sono state proposte svariate tecniche chirurgiche; in linea generale esse prevedono la detensione dei tessuti molli, la ricostruzione della normale morfologia della cartilagine ed il ripristino della continuità della cute mediante lembi.